# Mise-en-scène
A mise-en-scène (francês: [mi.z‿ɑ̃.sɛn]; em português:  "colocação em cena") ou encenação é a cenografia e o arranjo de atores em cenas para uma produção teatral ou cinematográfica, tanto nas artes visuais por meio do storyboard, tema visual e cinematografia, quanto na narrativa da história por meio da direção. O uso da mise-en-scène é significativo, pois permite que o diretor transmita mensagens ao espectador pelo modo qual as coisas são colocadas em cena, e não apenas através do conteúdo da cena.
Mise-en-scène tem sido chamado de "grande termo indefinido" da crítica de cinema. Foi criticado por seu foco nos aspectos teatrais ou dramáticos, e não no enredo em si, já que aqueles que utilizam a mise-en-scène tendem a olhar mais para o que é "colocado diante da câmera" e menos para a trama.

## Definição em estudos de cinema
Quando aplicada ao cinema, mise-en-scène refere-se a tudo o que aparece diante da câmera e seu arranjo – composição, construção de cenários, adereços, atores, figurinos e iluminação. Os vários elementos de design ajudam a expressar a visão de um filme, gerando uma sensação de tempo e espaço, bem como estabelecendo uma atmosfera e, às vezes, sugerindo o estado de espírito de um personagem. "Mise-en-scène" também inclui a composição, que consiste no posicionamento e movimento dos atores, bem como dos objetos, na cena. Estas são todas as áreas supervisionadas pelo diretor. Uma das pessoas mais importantes que colaboram com o diretor é o diretor de arte. Esses dois trabalham em estreita colaboração para aperfeiçoar todos os aspectos da mise-en-scène por um tempo considerável antes mesmo de a fotografia propriamente dita começar. O diretor de arte geralmente é responsável pela aparência do filme, liderando vários departamentos responsáveis por cenários, locações, adereços e figurinos individuais, entre outras coisas. André Bazin, um crítico e teórico de cinema francês, descreve a estética da mise-en-scène como enfatizando o movimento coreografado dentro da cena, e não através da edição.
Por causa de sua relação com a marcação de plano, mise-en-scène também é um termo às vezes usado entre roteiristas profissionais para indicar parágrafos descritivos (ação) entre o diálogo.

## Aspectos chave

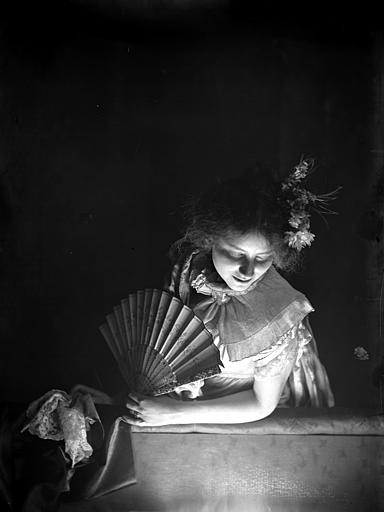
Mise en scène de Constant Puyo.

### Cenografia
Um elemento importante de "colocar em cena" é a design de cena - o cenário de uma cena e os objetos (adereços) visíveis em uma cena. A cenografia pode ser usada para amplificar a emoção do personagem ou a atmosfera dominante, que tem significado físico, social, psicológico, emocional, econômico e cultural no cinema. Uma das decisões mais importantes tomadas pelo diretor de arte junto ao diretor é decidir entre filmar no local ou no set. A principal distinção entre os dois é que a decoração e os adereços devem ser levados em consideração ao filmar no set. No entanto, filmar no set é mais comumente feito do que filmar no local, pois é mais econômico.

### Iluminação
A intensidade, a direção e a qualidade da iluminação podem influenciar a compreensão do público sobre personagens, ações, temas e humor. Luz (e sombra) pode enfatizar textura, forma, distância, humor, hora do dia ou da noite, estação do ano, glamour; afeta a maneira como as cores são reproduzidas, tanto em termos de matiz quanto de profundidade, e pode chamar a atenção para elementos específicos da composição. Os destaques, por exemplo, chamam a atenção para formas e texturas, enquanto as sombras muitas vezes escondem as coisas, criando uma sensação de mistério ou medo. Por esse motivo, a iluminação deve ser cuidadosamente planejada para garantir o efeito desejado no público. Os diretores de fotografia são uma grande parte desse processo, pois coordenam a câmera e a iluminação.

### Espaço
A representação do espaço afeta a leitura de um filme. Profundidade, proximidade, tamanho e proporções dos lugares e objetos em um filme podem ser manipulados através do posicionamento da câmera e das lentes, iluminação, cenografia, determinando efetivamente o clima ou as relações entre os elementos no mundo da história.

### Composição
Composição é a organização de objetos, atores e espaço dentro do quadro. Um dos conceitos mais importantes no que diz respeito à composição de um filme é manter um equilíbrio de simetria. Isso se refere a ter uma distribuição igual de luz, cor e objetos e/ou figuras em uma tomada. A composição desequilibrada pode ser usada para enfatizar certos elementos de um filme aos quais o diretor deseja receber atenção especial. Essa ferramenta funciona porque o público está mais inclinado a prestar atenção em algo desequilibrado, pois pode parecer anormal. Onde o diretor coloca um personagem também pode variar dependendo da importância do papel.

### Figurino
Figurino simplesmente se refere às roupas que os personagens usam. Usando certas cores ou desenhos, os figurinos no cinema narrativo são usados para significar personagens ou para fazer distinções claras entre os personagens.

### Estilos de maquiagem e cabelo
A maquiagem e os estilos de cabelo estabelecem um período de tempo, revelam traços de caráter e sinalizam mudanças no caráter.

### Atuação
Há uma enorme variação histórica e cultural nos estilos de atuação no cinema. Nos primeiros anos do cinema, a atuação no palco e a atuação no cinema eram difíceis de diferenciar, já que a maioria dos atores de cinema já havia sido atores de teatro e, portanto, não conhecia outro método de atuação. Eventualmente, os primeiros estilos melodramáticos, claramente vindos do teatro do século XIX, deram lugar no cinema ocidental a um estilo relativamente naturalista. Esse estilo de atuação mais naturalista é amplamente influenciado pela teoria do método de interpretação de Konstantin Stanislavski, que envolve o ator imergindo-se totalmente em seu personagem.

### Película
A película refere-se a escolha de preto e branco ou colorido, grão fino ou granulado.

### Proporção da tela
A proporção de tela é a relação entre a largura da imagem retangular e sua altura. :pp.42–44 Cada proporção produz uma maneira diferente de ver o mundo e é fundamental para o significado expressivo do filme.